# Coccinellina emarginata
Coccinellina emarginata is een keversoort uit de familie lieveheersbeestjes (Coccinellidae). De wetenschappelijke naam van de soort is voor het eerst geldig gepubliceerd in 1850 door Mulsant.